# Dianne Alagich
Dianne Alagich (Adelaide, 12 mei 1979) is een Australisch voetbalspeelster.
Alagich speelde voor het Australisch voetbalelftal, op de Olympische zomerspelen in 2000, Sydney en in 2004 in Athene.
Op 27 december 2008 speelde Alagich haar laatste wedstrijd, voor Adelaide United, als aanvoerder in het eerste seizoen van de Australische W-League.

## Statistieken
| Seizoen | Club               | Land      | Competitie | Wedstrijden | Doelpunten |
| ------- | ------------------ | --------- | ---------- | ----------- | ---------- |
| 1997/20 | Adelaide Sensation | Australië |            |             |            |
| 2001/03 | San Jose Cyberrays | USA       |            |             |            |
| 2003/04 | Adelaide Sensation | Australië |            |             |            |
| 2006/08 | NSW Sappires       | Australië |            |             |            |
| 2008/09 | Adelaide United    | Australië | W-League   |             |            |
| Totaal  | Totaal             | Totaal    | Totaal     | --          | --         |

Laatste update: maart 2021

## Interlands
Op dertienjarige leeftijd speelde Alagich voor Australië O16, en op zestienjarige leeftijd debuteerde ze voor het nationale vrouwenelftal.
Op de Wereldkampioenschap voetbal vrouwen 2007 speelde Alagich met het The Matilda's en kwam tot de kwartfinale.

## Privé
In 2011 kreeg Alagich de Football Federation Australian Hall of Fame-award uitgereikt in Sydney.
Dianne Alagich is de jongere zus van voetballer Richie Alagich.